# Andrei Aradoaie
Paul Andrei Aradoaie (Iași, 5 de octubre de 1996) es un deportista rumano que compite en boxeo. Ganó una medalla de bronce en el Campeonato Europeo de Boxeo Aficionado de 2022, en el peso crucero.

## Palmarés internacional
| Campeonato Europeo | Campeonato Europeo | Campeonato Europeo | Campeonato Europeo |
| Año                | Lugar              | Medalla            | Categoría          |
| ------------------ | ------------------ | ------------------ | ------------------ |
| 2022               | Ereván (Armenia)   | Medalla de bronce  | 86 kg              |